# Sphyraena idiastes
Sphyraena idiastes is een  straalvinnige vissensoort uit de familie van de barracuda's (Sphyraenidae). De wetenschappelijke naam van de soort is voor het eerst geldig gepubliceerd in 1903 door Heller & Snodgrass.
De soort staat op de Rode Lijst van de IUCN als niet bedreigd, beoordelingsjaar 2008.